# Rafic Nahra

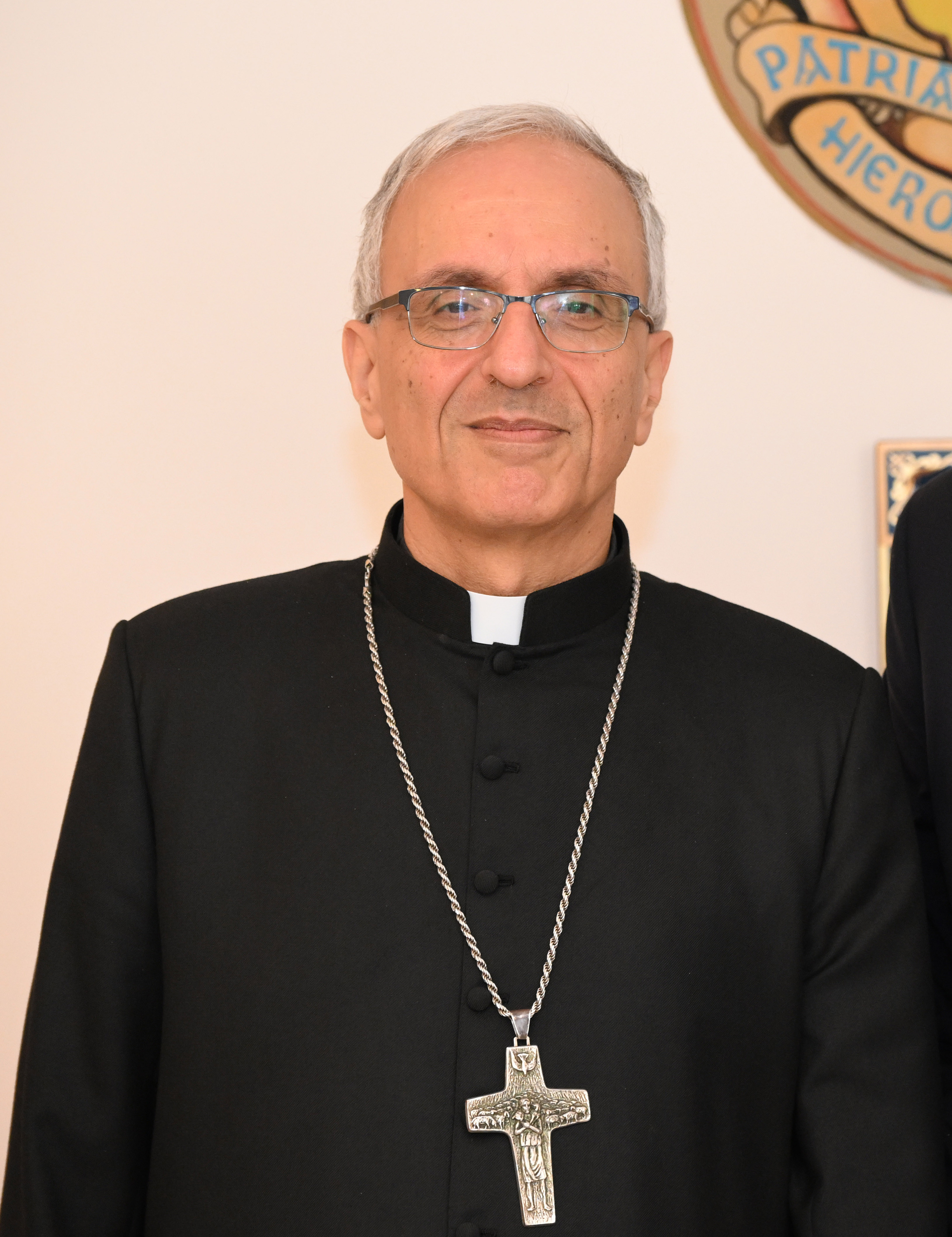
Rafic Nahra, 2023

Bischofswappen von Rafic Nahra (2022)

Rafic Nahra (* 27. Januar 1959 in Ismailia, Ägypten) ist ein libanesischer römisch-katholischer Geistlicher, Theologe und Weihbischof im Lateinischen Patriarchat von Jerusalem. Seit 2021 ist er Patriarchalvikar für Israel.

## Leben
Rafic Nahra, Sohn einer libanesischen Familie, wuchs im Libanon auf und kam 1979 zum Studium der Ingenieurwissenschaften nach Frankreich, welches er 1985 mit einem Doktorat an der École nationale des ponts et chaussées abschloss. Von 1985 bis 1987 war er als Ingenieur bei dem Ingenieurunternehmen Géodia tätig.
1987 trat er in das Priesterseminar in Paris ein. Von 1987 bis 1994 studierte er Theologie an der Päpstlichen Universität Gregoriana und Bibelwissenschaften an dem Päpstlichen Bibelinstitut in Rom sowie in Jerusalem. Nach seiner theologischen Ausbildung empfing er am 27. Juni 1992 in Paris durch Jean-Marie Kardinal Lustiger die Priesterweihe.
1994 war er Spiritual an der Maison Saint-Augustin und Dozent für Bibelexegese an der École cathédrale de Paris, dem Bildungswerk der Diözese von Paris. 2001 wurde er zudem Vikar in der Pariser Pfarre Saint François de Molitor. Von 2004 bis 2007 absolvierte er ein Masterstudium über Jüdisches Denken an der Hebräischen Universität Jerusalem und war in der Seelsorge für das Saint James Vikariat für hebräisch sprechende Christen und die maronitische Gemeinde in Jerusalem tätig. Von 2007 bis 2011 war er Professor am neueröffneten Collège des Bernardins in Paris und leitete die Forschungsabteilung «Judentum und Christentum». Von 2011 bis 2016 wechselte er zu einem Doktoratsstudium der Philosophie in jüdisch-arabischer Literatur an die Hebräische Universität Jerusalem zu den Professoren Haggai Ben-Shammai und Robert Brody. Parallel engagierte er sich für die hebräischsprachige Katholische Gemeinde Jerusalems, deren Pfarrer er 2014 wurde.
2017 wurde er zum Koordinator der Seelsorge für die Migranten, Asylanten und Flüchtlinge betraut. Von 2017 bis 2021 war Nahra Patriarchalvikar für die hebräischsprachigen Katholiken in Jerusalem sowie von 2018 bis 2021 Patriarchalvikar für die Migranten und Asylsuchenden.
Am 2. Juli 2021 wurde er von dem Patriarchen Pierbattista Pizzaballa OFM zum Patriarchalvikar für Israel des Lateinischen Patriarchats von Jerusalem ernannt; sein Amtssitz befindet sich in Nazaret.
Papst Franziskus ernannte ihn am 11. März 2022 zum Titularbischof von Verbe und zum Weihbischof im Lateinischen Patriarchat von Jerusalem. Der Lateinische Patriarch von Jerusalem, Pierbattista Pizzaballa OFM, spendete ihm am 30. April desselben Jahres in der Verkündigungsbasilika in Nazareth die Bischofsweihe; Mitkonsekratoren waren der Weihbischof im Lateinischen Patriarchat von Jerusalem, William Shomali, und der Weihbischof in Paris, Thibault Verny. Sein Wahlspruch Ex me fructus tuus invenitur („An mir findest du Frucht“) stammt aus Hos 14,9 .
Rafic Nahra beherrscht die Sprachen Arabisch, Hebräisch, Französisch, Englisch und Italienisch.

## Schriften
- Kitab al-Tuffāha: A Collection of Judaeo-Arabic Homilies on the Torah, from the End of the 11th or the Beginning of the 12th Century (Introduction with an Edition of the Homilies on the Book of Bereshit), 2018[5]